# Линдън (Юта)
Линдън (на английски: Lindon) е град в окръг Юта, щата Юта, САЩ. Линдън е с население от 8363 жители (2000) и обща площ от 22,2 km². Намира се на 1415 m надморска височина. ЗИП кодът му е 84042, а телефонният му код е 801.